# Беларусь на зимних Паралимпийских играх 2014
Белоруссия на зимних Паралимпийских играх 2014 года представлена 10-ю спортсменами в двух видах спорта.

## Состав и результаты

### Биатлон
Мужчины
| Соревнование | Класс               | Спортсмены                                  | Стрельба | Время   | Место |
| ------------ | ------------------- | ------------------------------------------- | -------- | ------- | ----- |
| 7,5 км       | Сидя                | Дмитрий Лобан                               | 0+0      | 22:18,7 | 6     |
| 7,5 км       | Сидя                | Евгений Лукьяненко                          | 1+1      | 23:47,5 | 11    |
| 7,5 км       | С нарушением зрения | Василий Шаптебой (ведущий — Михаил Лебедев) |          |         | 3     |
| 12,5 км      | С нарушением зрения | Василий Шаптебой (ведущий — Михаил Лебедев) |          |         | 3     |

Женщины
| Соревнование | Класс | Спортсмены     | Стрельба | Время   | Место |
| ------------ | ----- | -------------- | -------- | ------- | ----- |
| 6 км         | Сидя  | Лидия Графеева | 0+0      | 20:45,8 | 9     |

### Лыжные гонки
Основная статья: Лыжные гонки на зимних Паралимпийских играх 2014
| Соревнование | Класс               | Спортсмены                                       | Время | Место |
| ------------ | ------------------- | ------------------------------------------------ | ----- | ----- |
| 15 км        | С нарушением зрения | Ядвига Скоробогатая (ведущий — Ирина Нафранович) |       | 3     |